# Miracles: The Holiday Album
Miracles: The Holiday Album è il primo album discografico natalizio del sassofonista statunitense Kenny G, pubblicato nel 1994.
Il disco è stato l'album natalizio/"holiday" più venduto nel 1994 e anche nel 1996. Nel gennaio 1999 è stato certificato otto volte disco di platino dalla RIAA (otto milioni di copie vendute negli Stati Uniti).

## Tracce
Edizione non-USA
1. Winter Wonderland – 3:03
2. White Christmas – 3:02
3. Have Yourself a Merry Little Christmas – 3:58
4. The Christmas Song – 4:03
5. Silent Night – 3:47
6. Brahms's Lullaby – 3:15
7. Greensleeves (What Child Is This?) – 3:29
8. Miracles – 2:32
9. Away in a Manger – 2:39
10. The Chanukah Song – 2:31
11. The Little Drummer Boy – 4:05
12. Silver Bells - 4:00
13. Spring Breeze - 3:20

Edizione USA
1. Winter Wonderland – 3:03
2. White Christmas – 3:02
3. Have Yourself a Merry Little Christmas – 3:58
4. Silent Night – 3:47
5. Greensleeves – 3:29
6. Miracles – 2:32
7. The Little Drummer Boy – 4:05
8. The Chanukah Song – 2:31
9. Silver Bells - 4:00
10. Away in a Manger – 2:39
11. Brahms's Lullaby – 3:15

## Classifiche
| Classifica (1994) | Posizione raggiunta |
| ----------------- | ------------------- |
| Stati Uniti       | 1                   |